# Craig Stadler
Pour les articles homonymes, voir Stadler.
Craig Robert Stadler, né le 2 juin 1953 à San Diego en Californie, est un golfeur professionnel américain. Il a joué principalement sur les circuits du PGA Tour sur lequel il a remporté treize victoires entre 1980 et 2003, dont le Masters en 1982, et du Champions Tour sur lequel il a gagné deux majeurs sénior, dont le Sénior Players Championship un mois après avoir obtenu le droit de jouer sur le Champions Tour. Il a au total gagné entre 2003 et 2013 neuf tournois sur ce circuit, dont cinq pour la seule année 2004. Il met fin à sa carrière après le Masters 2014, après trente-cinq participations consécutive dans le 1er majeur de l'année.
Son fils, Kevin Stadler, est lui aussi un golfeur professionnel qui évolue sur le PGA Tour.

## Victoires (31)

### PGA Tour (13)

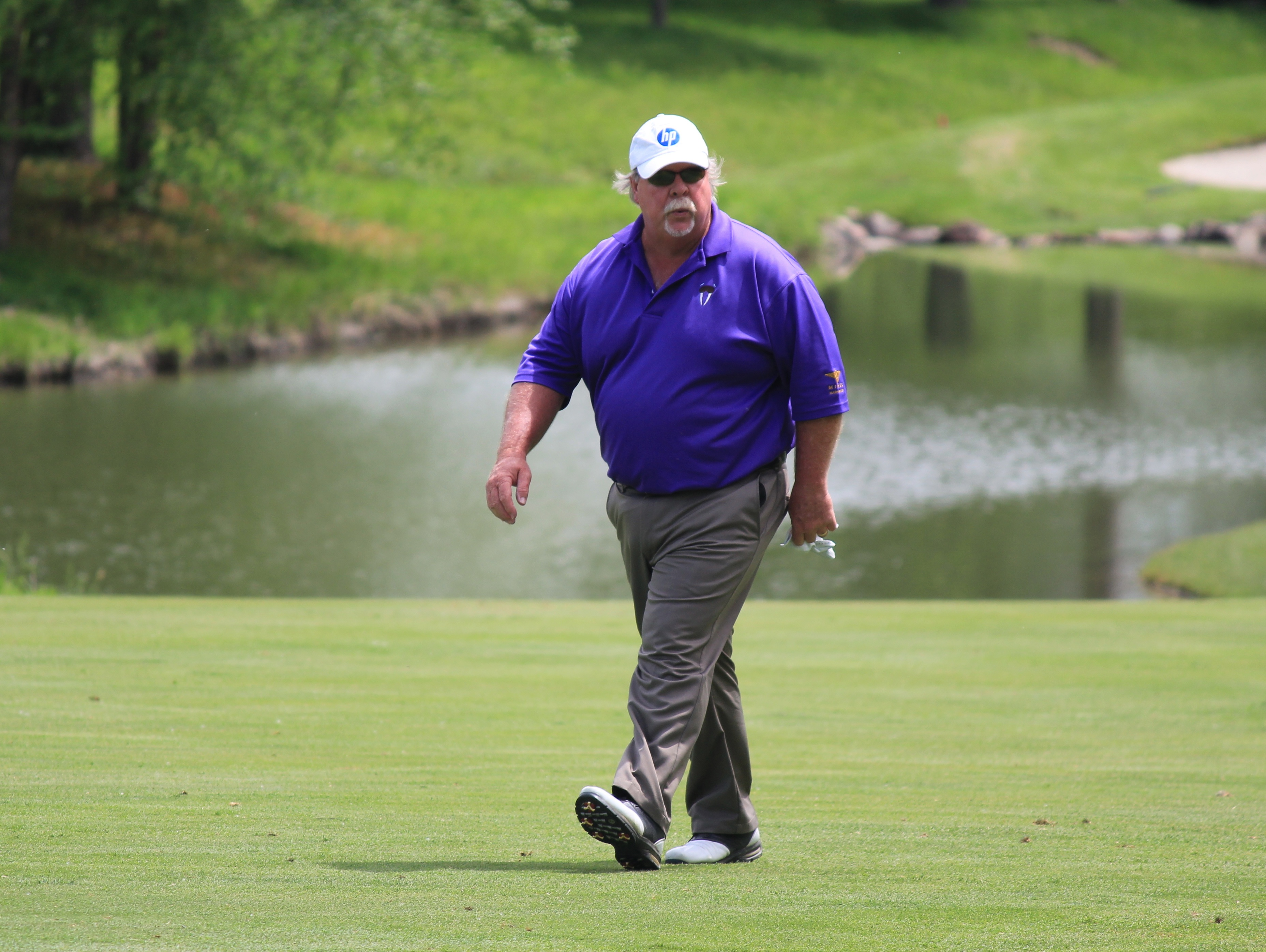
Craig Stadler au Principal Charity Classic en 2011.

| Légende               |
| Majeur (1)            |
| Tour Championship (1) |
| Autres tournois (11)  |

| No. | Date            | Tournoi                          | Score final              | Avance  | Deuxième(s)                                        |
| --- | --------------- | -------------------------------- | ------------------------ | ------- | -------------------------------------------------- |
| 1   | 13 janvier 1980 | Bob Hope Desert Classic          | −17 (69-68-70-69-67=343) | 2 coups | Tom Purtzer Mike Sullivan                          |
| 2   | 6 avril 1980    | Greater Greensboro Open          | −13 (67-69-71-68=275)    | 6 coups | George Burns Billy Kratzert Jack Newton Jerry Pate |
| 3   | 31 mai 1981     | Kemper Open                      | −18 (67-69-66-68=270)    | 6 coups | Tom Watson Tom Weiskopf                            |
| 4   | 10 janvier 1982 | Joe Garagiola-Tucson Open        | −14 (65-64-66-71=266)    | 3 coups | Vance Heafner John Mahaffey                        |
| 5   | 11 avril 1982   | Masters                          | −4 (75-69-67-73=284)     | Playoff | Dan Pohl                                           |
| 6   | 6 juin 1982     | Kemper Open                      | −13 (72-67-67-69=275)    | 7 coups | Seve Ballesteros                                   |
| 7   | 29 août 1982    | World Series of Golf             | −2 (70-68-75-65=278)     | Playoff | Raymond Floyd                                      |
| 8   | 13 mai 1984     | Byron Nelson Golf Classic        | −8 (70-71-64-71=276)     | 1 coup  | David Edwards                                      |
| 9   | 3 novembre 1991 | The Tour Championship            | −5 (68-68-72-71=279)     | Playoff | Russ Cochran                                       |
| 10  | 30 août 1992    | NEC World Series of Golf         | −7 (69-65-69-70=273)     | 1 coup  | Corey Pavin                                        |
| 11  | 27 février 1994 | Buick Invitational of California | −20 (67-67-68-66=268)    | 1 coup  | Steve Lowery                                       |
| 12  | 25 février 1996 | Nissan Open                      | −6 (67-70-73-68=278)     | 1 coup  | Mark Brooks Fred Couples Scott Simpson Mark Wiebe  |
| 13  | 20 juillet 2003 | B.C. Open                        | −21 (67-69-68-63=267)    | 1 coup  | Alex Čejka Steve Lowery                            |

### Tour Européen (2)
| No. | Date             | Tournoi                          | Score final           | Avance  | Deuxième(s)                |
| --- | ---------------- | -------------------------------- | --------------------- | ------- | -------------------------- |
| 1   | 8 septembre 1985 | Ebel European Masters Swiss Open | −21 (68-65-67-67=267) | 2 coups | David Feherty Ove Sellberg |
| 2   | 10 juin 1990     | Scandinavian Enterprise Open     | −20 (68-72-67-61=268) | 4 coups | Craig Parry                |

### Japan Golf Tour (1)
- 1987 Dunlop Phoenix

### Autres victoires (6)
| No. | Année | Tournoi                           | Remarque                    |
| --- | ----- | --------------------------------- | --------------------------- |
| 1   | 1978  | Magnolia State Classic            |                             |
| 2   | 1986  | Jerry Ford Invitational           |                             |
| 3   | 1989  | Fred Meyer Challenge              | avec Joey Sindelar          |
| 4   | 1992  | Argentine Open                    |                             |
| 5   | 1999  | Champions Challenge               | avec son fils Kevin Stadler |
| 6   | 2002  | Office Depot Father/Son Challenge | avec son fils Kevin Stadler |

### Champions Tour (9)
| Légende                    |
| Majeurs Sénior (2)         |
| Autres tournois Sénior (7) |

| No. | Date              | Tournoi                              | Score final           | Avance   | Deuxième(s)                         |
| --- | ----------------- | ------------------------------------ | --------------------- | -------- | ----------------------------------- |
| 1   | 13 juillet 2003   | Sénior Players Championship          | −17 (67-73-65-66=271) | 3 coups  | Tom Kite Jim Thorpe Tom Watson      |
| 2   | 28 septembre 2003 | Greater Hickory Classic at Rock Barn | −15 (66-69-66=201)    | 2 coups  | Larry Nelson                        |
| 3   | 19 octobre 2003   | SBC Championship                     | −15 (67-64-67=198)    | 4 coups  | Bob Gilder                          |
| 4   | 15 février 2004   | The ACE Group Classic                | −10 (67-67-72=206)    | Playoff  | Gary Koch Tom Watson                |
| 5   | 27 juin 2004      | Bank of America Championship         | −15 (68-69-64=201)    | 4 coupss | Tom Kite Tom Purtzer D. A. Weibring |
| 6   | 29 août 2004      | JELD-WEN Tradition                   | −13 (70-70-68-67=275) | 1 coup   | Allen Doyle Jerry Pate              |
| 7   | 5 septembre 2004  | The First Tee Open at Pebble Beach   | −15 (72-63-66=201)    | 3 coups  | Jay Haas                            |
| 8   | 26 septembre 2004 | SAS Championship                     | −17 (65-68-66=199)    | 6 coups  | Tom Jenkins                         |
| 9   | 23 juin 2013      | Encompass Championship               | −13 (67-65-71=203)    | 1 coup   | Fred Couples                        |

### Autre victoire sénior (1)
- 2005 Wendy's 3-Tour Challenge (avec Jay Haas et Hale Irwin)

## Majeurs

### Victoire (1)
| Année | Tournois | Score final          | Avance   | Deuxième |
| ----- | -------- | -------------------- | -------- | -------- |
| 1982  | Masters  | −4 (75-69-67-73=284) | Playoff1 | Dan Pohl |

1Victoire sur le 1er trou de playoff.

### Résultat en Majeur
| Tournoi          | 1974 | 1975 | 1976 | 1977 | 1978 | 1979 |
| ---------------- | ---- | ---- | ---- | ---- | ---- | ---- |
| Masters          | CUT  | CUT  | DNP  | DNP  | DNP  | T7   |
| U.S. Open        | CUT  | DNP  | DNP  | DNP  | DNP  | CUT  |
| Open britannique | DNP  | DNP  | DNP  | DNP  | DNP  | DNP  |
| USPGA            | DNP  | DNP  | DNP  | DNP  | 6    | CUT  |

| Tournament       | 1980 | 1981 | 1982 | 1983 | 1984 | 1985 | 1986 | 1987 | 1988 | 1989 |
| ---------------- | ---- | ---- | ---- | ---- | ---- | ---- | ---- | ---- | ---- | ---- |
| Masters          | T26  | T43  | 1    | T6   | T35  | T6   | CUT  | T17  | 3    | CUT  |
| U.S. Open        | T16  | T26  | T22  | T10  | WD   | CUT  | T15  | T24  | T25  | DNP  |
| Open britannique | T6   | CUT  | T35  | T12  | T28  | CUT  | WD   | T8   | T60  | T13  |
| USPGA            | T55  | CUT  | T16  | T63  | T18  | T18  | T30  | T28  | T15  | T7   |

| Tournament       | 1990 | 1991 | 1992 | 1993 | 1994 | 1995 | 1996 | 1997 | 1998 | 1999 |
| ---------------- | ---- | ---- | ---- | ---- | ---- | ---- | ---- | ---- | ---- | ---- |
| Masters          | T14  | T12  | T25  | T34  | CUT  | CUT  | T29  | T26  | T41  | T38  |
| U.S. Open        | T8   | T19  | T33  | T33  | CUT  | DNP  | DNP  | DNP  | DNP  | DNP  |
| Open britannique | CUT  | T101 | T64  | DNP  | T24  | CUT  | T45  | CUT  | DNP  | DNP  |
| USPGA            | T57  | T7   | T48  | CUT  | T19  | T8   | CUT  | T53  | T38  | CUT  |

| Tournament       | 2000 | 2001 | 2002 | 2003 | 2004 | 2005 | 2006 | 2007 | 2008 | 2009 |
| ---------------- | ---- | ---- | ---- | ---- | ---- | ---- | ---- | ---- | ---- | ---- |
| Masters          | CUT  | CUT  | T32  | 49   | CUT  | 50   | CUT  | T49  | CUT  | CUT  |
| U.S. Open        | CUT  | DNP  | T18  | DNP  | DNP  | DNP  | DNP  | DNP  | DNP  | DNP  |
| Open britannique | DNP  | DNP  | DNP  | DNP  | DNP  | DNP  | DNP  | DNP  | DNP  | DNP  |
| USPGA            | T64  | DNP  | DNP  | DNP  | DNP  | DNP  | DNP  | DNP  | DNP  | DNP  |

| Tournament       | 2010 | 2011 | 2012 | 2013 | 2014 |
| ---------------- | ---- | ---- | ---- | ---- | ---- |
| Masters          | CUT  | CUT  | CUT  | CUT  | CUT  |
| U.S. Open        | DNP  | DNP  | DNP  | DNP  | DNP  |
| Open britannique | DNP  | DNP  | DNP  | DNP  | DNP  |
| USPGA            | DNP  | DNP  | DNP  | DNP  | DNP  |

DNP = N'a pas participé

CUT = A raté le Cut

"T" = Égalité

Le fond vert montre les victoires et le fond jaune un top 10.
| Tournoi          | Victoire | 2e | 3e | Top-5 | Top-10 | Top-25 | Joué | Cuts passé |
| ---------------- | -------- | -- | -- | ----- | ------ | ------ | ---- | ---------- |
| Masters          | 1        | 0  | 1  | 2     | 5      | 9      | 38   | 21         |
| U.S. Open        | 0        | 0  | 0  | 0     | 2      | 9      | 18   | 12         |
| Open britannique | 0        | 0  | 0  | 0     | 2      | 5      | 17   | 11         |
| USPGA            | 0        | 0  | 0  | 0     | 4      | 9      | 23   | 18         |
| Totals           | 1        | 0  | 1  | 2     | 13     | 32     | 96   | 62         |

## Majeurs Sénior

### Victoires (2)
| Année | Tournoi                     | Score final           | Avance  | Deuxième(s)                    |
| ----- | --------------------------- | --------------------- | ------- | ------------------------------ |
| 2003  | Senior Players Championship | −17 (67-73-65-66=271) | 3 coups | Tom Kite Jim Thorpe Tom Watson |
| 2004  | JELD-WEN Tradition          | −13 (70-70-68-67=275) | 1 coup  | Allen Doyle Jerry Pate         |

## Sélection en équipe Américaine
- Ryder Cup: 1983 (vainqueurs), 1985
- UBS Cup: 2003 (égalité), 2004 (vainqueurs)